# 诺曼塔诺
诺曼塔诺（Q. V Nomentano）是意大利罗马的第五新城分区（quartieri），由首字母Q. V标识，成立于1921年。其名称源于古道诺门塔纳道 。

## 名胜
- 罗马国立中央图书馆 ，现代主义建筑（1975 年）。
- 圣体之母及加拿大殉道圣人堂